# 范科特蘭公園-242街車站
范科特兰公园-242街車站（英語：Van Cortlandt Park – 242nd Street station）是紐約地鐵IRT百老匯-第七大道線的北端總站，位於布朗克斯的百老匯（9號美國國道紐約州段）的交界，設有1號線（任何時候停站）列車服務。東面與范科特蘭公園、曼哈頓學院以及地鐵240街車廠相鄰，西面則連接菲爾德斯頓與里弗代爾的高尚住宅區。
此站由地鐵建築師Heins and Lafarge設計。現時成為唯一一個維多利亞哥德式高架地鐵總站。2005年列入國家史蹟名錄。

## 車站結構
| P 月台層 | 側式月台，不使用 | 側式月台，不使用                      |
| P 月台層 | 4號軌道          | 往南碼頭 (238街) → (無服務：迪克曼街) |
| P 月台層 | 島式月台         |                                       |
| P 月台層 | 1號軌道          | 往南碼頭 (238街) → (無服務：迪克曼街) |
| P 月台層 | 側式月台，不使用 |                                       |
| M        | 夾層             | 閘機、車站詢問處、MetroCard自動售票機 |
| G        | 街道             | 出入口                                |

車站位於街道西側以上29英呎高，車站下方與西242街的交界的兩側都設有停車場。街道西側為商業大廈，包括西南角一個大型多層停車場，東側設有軌道以及范科特蘭公園的足球場、網球場、游泳池及其他體育設施。同時公園的東北面是一個美國國家歷史名勝，范科特蘭之家博物館。240街車廠位於多層停車場西南面，車站西面的曼哈頓學院旁邊。
車站共有三個部分：月台、北端與軌道垂直的控制屋和南端一棟員工宿舍大廈。車站南面的兩條軌道擴闊至三條，由東北角一個高架橋跨過百老匯。另外，車站兩端各設有一條樓梯，與由控制屋西側到行人路的兩條樓梯互相對照。
車站南端改為三條軌道，並一直延伸至迪克曼街車站前方。
一個使用中的島式月台與兩個不使用的側式月台結合的混合式車站。車站曾經被設定為西班牙式月臺佈局，下車乘客使用側式月台而上車乘客使用島式月台。現時，只有中央島式月台向公眾開放同時上下車。